# Papoose
Papoose, pseudonimo di Shamele Mackie (Brooklyn, 5 marzo 1978), è un rapper statunitense.

## Biografia
Nato a Bedford-Stuvyesant, quartiere di Brooklyn, Papoose ha fatto i suoi primi tentativi di diventare rapper all'età di 11 anni. 
Il suo nome gli è stato dato durante l'infanzia dalla nonna a causa della sua somiglianza con il papoose, termine che nel linguaggio della tribù indiana Algonquian indicava i bambini indo-americani. 
Ispiratosi a leggende della musica rap come Rakim, Kool G Rap e Big Daddy Kane, è stato molto rispettato per un lungo periodo di tempo nel circuito dell'hip-hop underground.
All'inizio del 2006, la sua crew StreetSweepers si è legata con la Flipmode Inkprint di Busta Rhymes per produrre il primo album ufficiale di Papoose. Il 24 agosto 2006, il suo sito web ufficiale ha annunciato l'accordo con la Jive Records per la cifra di 1,5 milioni di dollari.
Papoose è recentemente diventato famoso per il suo impegno in opere di carità, visitando bambini ammalati o donando fondi ad associazioni come la Make-a-Wish Foundation e alle varie associazioni di beneficenza a supporto delle vittime dell'Uragano Katrina.

## Musica
Una delle sue canzoni più famose, che i fans generalmente raccomandano ai nuovi ascoltatori, è una canzone dove Papoose rappa utilizzando tutte le lettere dell'alfabeto, intitolata "Alphabetical Slaughter".
Recentemente ha fatto una canzone intitolata "Change Gon' Come (50 Shots)" che parla della morte di Sean Bell, un uomo che è stato colpito da cinquanta colpi di pistola dalla polizia di New York
nonostante fosse disarmato. La canzone si conclude con un campione audio di 50 spari.
Ha fatto numerose apparizioni in canzoni di Nas, Common, Talib Kweli, Kool G Rap, Ghostface Killah, Busta Rhymes, Tupac Shakur (nel suo recente disco pubblicato postumo Pac's Life), Chamillionaire, Raekwon, Jadakiss e Jim Jones.
Il suo album di debutto si intitola The Nacirema Dream (il titolo è un anagramma della parola American).
La produzione delle basi verrà affidata a The Heatmakerz, Swizz Beatz, DJ Premier, Kanye West, Dr Period e Pharrell Williams.
Su Dr. Dre, Eminem e Benny Donaghy si è speculato. Nas e Talib Kweli forse collaboreranno a qualche traccia.
Papoose ha dichiarato: "L'album è il tuo diploma. I mixtapes sono come la scuola superiore. L'album invece è come se si trattasse di un livello diverso. Come se stai per raggiungere un livello completamente nuovo.
Tutto ciò che ho fatto è stato strategico. Da "Sharades", a "Monopoly", a "Chess" ho lanciato in tutto 17 mixtapes. L'album è il livello successivo."
Ha pubblicato il suo diciottesimo mixtape col nome Streetsweepers Presents Papoose: Internationally Known.
Parlando del suo album, Papoose ha dichiarato: "Alla fine del giorno, il mio materiale, la mia musica parla da sé. Non ho mai usato alcun espediente. Non ho mai avuto bisogno di offendere nessuno per ottenere alcuna attenzione. L'ho sempre fornita con puro talento, puro materiale. Vi stupirò con questo album. Il mio album farà la storia."

## Premi
- 2005 JUSTO "Artist of the Year" Underground Mix Tape
- 2005 UMA'S "Underground Artist of the Year"

## Discografia

### Album
- 2013 - The Nacirema Dream
- 2015 - You Can't Stop Destiny
- 2019 - Underrated
- 2020 - Endangered Species

### Mixtape
- Art & War (2004)
- StreetSweepers Presents Papoose: Street Knowledge (2004)
- StreetSweepers Presents Papoose: The Beast From The East (2004)
- StreetSweepers Presents Papoose: Election Day: Papoose For The Streets (2004)
- StreetSweepers Presents Papoose: A Moment Of Silence (2005)
- StreetSweepers Presents Papoose: Underground King (2005)
- StreetSweepers Presents Papoose: Sharades (2005)
- StreetSweepers Presents Papoose: Mixtape Murder (Runnin' The City) (2005)
- StreetSweepers Presents Papoose: A Bootlegger's Nightmare (2005)
- StreetSweepers Presents Papoose & Memphis Bleek Bedstuy: Do or Die (2005)
- StreetSweepers Presents Papoose: Unfinished Business: The Best Of Papoose (2005)
- StreetSweepers Presents Papoose: Menace II Society Part II (2006)
- Streetsweepers Presents Papoose: A Threat And A Promise (2006)
- Streetsweepers Presents Papoose: The Boyz In The Hood (2006)
- Streetsweepers Presents Papoose: The 1.5 Million Dollar Man (2006)
- Streetsweepers Presents Papoose: Second Place Is The First Loser (October 12, 2006)
- Streetsweepers Presents Papoose: The 4th Quarter Assassin: Holiday Hitman (December 2, 2006)
- Streetsweepers Presents Papoose: Internationally Known (March 29, 2007)